# 1992年夏季残疾人奥林匹克运动会波多黎各代表团
1992年夏季残疾人奥林匹克运动会波多黎各代表团是波多黎各派出的1992年夏季残疾人奥林匹克运动会代表团。获得1枚铜牌。